# Nezbavětice
Nezbavětice är en ort i Tjeckien.   Den ligger i regionen Plzeň, i den västra delen av landet, 80 km sydväst om huvudstaden Prag. Nezbavětice ligger 456 meter över havet och antalet invånare är 168.
Terrängen runt Nezbavětice är lite kuperad. Runt Nezbavětice är det ganska glesbefolkat, med 34 invånare per kvadratkilometer. Närmaste större samhälle är Plzeň, 12,5 km nordväst om Nezbavětice. I omgivningarna runt Nezbavětice växer i huvudsak blandskog.